# Xã Wolf Butte, Quận Adams, Bắc Dakota
Xã Wolf Butte (tiếng Anh: Wolf Butte Township) là một xã thuộc quận Adams, tiểu bang Bắc Dakota, Hoa Kỳ. Năm 2010, dân số của xã này là 25 người.